# Língua chorote
Iyo'wujwa Chorote é uma língua Matacoana falada por cerca de 2 mil pessoas, principalmente na Argentina, onde é falada por cerca de 1.500 pessoas; 50% dos quais são monolíngues.
Os nomes alternativos incluem: Choroti, Manjuy e Manjui.

## Falantes
Existem cerca de 650 falantes no Paraguai e 8 uns na Bolívia. Dos 650 do Paraguai, aproximadamente 480 são considerados monolíngues. Esses falantes no Paraguai se referem apenas a si próprios como Manjui ou Inkijwas. Eles se referem aos residentes na Argentina como Iyo'wujwas, embora alguns que residem com essas pessoas na Argentina tenham migrado do Paraguai. A maioria dos Manjui com menos de 40 anos sabe ler e escrever em sua própria língua e foram ensinados em suas próprias escolas. A localização principal dessas pessoas é um assentamento denominado Santa Rosa, na província de Boquerón. Outros locais incluem Mcal. Estigarribia, Pedro P. Peña e Yakaquash.

## Escrita
A língua Chorote usa uma forma do alfabeto latino que não tem as letras B, D, F, G, J, Q,R, V, X, Z. Usam-se al formas Ch, Ch’, K’, Lh, P, T’, ‘/?.

## Fonologia

### Vogais
Chorote tem 6 sons vogais.
|              | Anterior | Posterior |
| ------------ | -------- | --------- |
| Fechada      | i        | u         |
| Meio fechada | e        | o         |
| Aberta       | a        | ɑ         |

### Consoantes
Chorote tem 19 sons consoantes.
|             |           | Bilabial | Bilabial | Alveolar | Alveolar | Pós- alveolar | Pós- alveolar | Palatal | Velar | Velar       | Glotal | Glotal |
| plana       | ejetiva   | plana    | ejetiva  | plana    | ejetiva  | plana         | ejetiva       | Palatal | plana | labializada |        |        |
| ----------- | --------- | -------- | -------- | -------- | -------- | ------------- | ------------- | ------- | ----- | ----------- | ------ | ------ |
| Oclusiva    | Oclusiva  | p        | pʼ       | t        | tʼ       |               |               |         | k     | kʼ          | ʔ      |        |
| Fricativa   | Fricativa |          |          | s        |          |               |               |         |       |             | h      | hʷ     |
| Africada    | Africada  |          |          |          | t͡sʼ      | t͡ʃ            | t͡ʃʼ           |         |       |             |        |        |
| Nasal       | Nasal     | m        |          | n        |          |               |               |         |       |             |        |        |
| Aproximante | surda     |          |          | ɫ̥        |          |               |               |         |       |             |        |        |
| Aproximante | sonora    |          |          | l        |          |               |               | j       | w     |             |        |        |

## Lígações externas
- Ethnologue
- ELAR archive of Chorote (and Nivaclé and Kadiwéu) language documentation materials
- Argentinian Languages Collection of Ana Gerzenstein, containing audio recordings of Chorote, at the Archive of the Indigenous Languages of Latin America.
- Chorote (Intercontinental Dictionary Series)
- Chorote em Ethnologue
- Chorote em Omniglot.com